# Bulinidae
Bulinidae es una familia de gasterópodos en la superfamilia Lymnaeoidea.

## Géneros
- Bulinus Müller, 1781
- Hopeiella Yü & Pan, 1982 †
- Indoplanorbis Annandale, Prashad & Amid-ud-Din, 1921
- Macrophysa Meek, 1865 †
- Popovicia Neubauer & Harzhauser in Neubauer et al., 2015 †
- Plesiophysa Fischer, 1883